# Обнинский драматический театр
О́бнинский драмати́ческий теа́тр — старейший любительский театр Обнинска, созданный в 1954 году. В советское время получил звание «народного». Театр носит имя Веры Бесковой -  многие годы являвшейся руководителем театра.

## История
Будущий театр зародился как театральный кружок при Доме культуры ФЭИ в Обнинске. В 1954 году директор ДК ФЭИ Ирина Сичкарёва передала руководство кружком молодой актрисе Вере Бесковой, позже окончившей Народный институт искусств и получившей диплом режиссёра.
По мнению самой Бесковой, Обнинский драматический театр начался со спектакля по пьесе Алексей Арбузова «Иркутская история», поставленного в 1961 году. Среди других спектаклей выделялся «Мамаша Кураж и её дети» по пьесе Бертольта Брехта, поставленный в 1964 году для Первого Всесоюзного фестиваля народных театров. Спектакль стал лауреатом фестиваля, был снят и показан по второй программе Центрального телевидения Гостелерадио СССР.
При театре создана студия под руководством Марины Клименко, актёры которой постепенно пополняют основные спектакли театра.
За всю историю существования театра через него прошло более 400 участников.
В 2018 году руководителем театра назначена Елена Валерьевна Черпакова, ранее  поставившая с труппой театра спектакль "Странная миссис Сэвидж"  американского драматурга Джона Патрика.

## Репертуар
- «Иркутская история» Алексея Арбузова (1961)[1]
- «Мамаша Кураж и её дети» Бертольта Брехта (1964)[1]
- «Свои люди — сочтемся» Александра Островского[2]
- «Без вины виноватые» Александра Островского[2]
- «Сирена и Виктория» Александра Галина[2]
- «Корни» Р. Галушко[2]
- «Нелюдимо наше море» Николая Коляды[2]
- «Прибалтийская кадриль» Владимира Гуркина[2]
- «Королевские игры» Григория Горина[2]
- «Чума на оба ваши дома!» Григория Горина[2]
- «13» Рэя Куни[3]
- «Конек-горбунок»[2]
- «Золушка»[2]
- «Снежная королева»[2]
- «Аленький цветочек»[2]
- «Палата бизнес-класса» Александра Коровкина[4]
- «Старая зайчиха» Николая Коляды[1]
- «Мамуля»[1]
- «Клоун и бандит»[1]
- «Саня, Ваня, с ними Римас»[1]
- «Ваша сестра и пленница»[1]
- «Антигона»[1]
- «Дамы и гусары»[1]
- «Странная миссис Сэвидж»

## Признание
- 1964 — Лауреат Первого Всесоюзного фестиваля народных театров (спектакль «Мамаша Кураж и её дети»)[1]
- Лауреат Всероссийского фестиваля искусств (спектакль «Свои люди — сочтемся»)[2]
- Лауреат Областного фестиваля театрального искусства (спектакль «Корни»)[2]
- 2003 — Лауреат Обнинского открытого театрального фестиваля «МИГ» (спектакль «Чума на оба ваши дома!»)[2]

## Известные актёры
З. Фролова, Людмила Жарская, Владимир Жарский, В. Акинин, Г. Грамолин, Алла Косинская, В. Дворцов, Виктор Упоров.

## Фильмография
- Документальный фильм Татьяны Уваровой[1]
- Документальный фильм Евгения Трофимова[1]